# Julio Suárez-Llanos Adriansens
Julio Suárez-Llanos Adriansens (Manila, 15 de juliol de 1884 - Madrid, 19 de febrer de 1958) va ser un militar espanyol.

## Biografia
Fill del general Suárez-Llanos, també va seguir la carrera militar i es va especialitzar com a oficial d'Estat Major. Després de l'esclat de la Guerra civil es va mantenir fidel a la República, exercint diversos càrrecs militars. Durant la contesa va ser cap d'Estat Major de la 11a Divisió i, posteriorment, del I Cos d'Exèrcit. Al final de la guerra va ser fet presoner pels franquistes, i fou jutjat i expulsat de l'Exèrcit.